# ليو شين
ليو شين (بالصينية: 刘昕) هو سياسي صيني، ولد في 1957. انتخب عضو في اللجنة الوطنية لجمهورية الصين الشعبية خلال فترته النيابية ‏.